# Tripanurga insurgens
Tripanurga insurgens är en tvåvingeart som först beskrevs av Aldrich 1916.  Tripanurga insurgens ingår i släktet Tripanurga och familjen köttflugor. Inga underarter finns listade i Catalogue of Life.